# 女神さま☆にお願いっ!! -真夜中の冒険者-
『女神さま☆にお願いっ!! -真夜中の冒険者-』（めがみさまにおねがい!!まよなかのぼうけんしゃ）は、2001年12月14日にすたじお緑茶より発売された18禁恋愛アドベンチャーゲームである。

## ストーリー
舞台となる「宝盛学園」は東京の奥地にある昼間は普通の学園だが、夜になると学園は、太古の昔からどんな願いも叶うといわれている『究極のお宝』が眠っているという伝説のある迷宮に様変わりする。その『究極のお宝』を目的として多彩な学生が各方面から集まり、迷宮を探索する。編入してきた主人公もヒロイン達と共に『究極のお宝』を求めて探索する。

## 登場人物

### メインキャラクター
主人公
学園に眠っているとされる『究極のお宝』を求めて編入してきた。
佐倉香梨奈 （さとう かりな）
宮内美智子 （みやうち みちこ）
魔法使い。
リディア
麗花 （れいか）
陽電子砲装備のオートマタ。
女神（めがみ）
叶絵（かなえ）

## 主題歌
オープニング「女神さま☆にお願いっ!!」
作詞・作曲・編曲：planets / 歌：大代ゆうひ